# Edwards Motor Car Company
Edwards Motor Car Company war ein US-amerikanischer Hersteller von Automobilen.

## Unternehmensgeschichte
H. J. Edwards und C. G. Stoddard hatten bereits bei Stoddard-Dayton und United States Motor Company zusammengearbeitet. Sie gründeten im Februar 1912 das Unternehmen. Der Sitz war in Manhattan und das Werk in Long Island City, beides in New York City. Sie begannen im Dezember 1912 mit der Produktion von Automobilen, die als Edwards-Knight vermarktet wurden. Im Juli 1913 wurde der Umzug nach Louisville in Kentucky erwogen, aber nicht durchgeführt. Im Oktober 1913 kaufte John North Willys von Willys-Overland das Unternehmen sowie deren Patente auf. Damit endete die Produktion.

## Fahrzeuge
Im Angebot stand nur das Model 25. Es hatte einen Vierzylindermotor mit 4500 cm³ Hubraum. Dabei handelte es sich um einen Schiebermotor nach einer Lizenz von Charles Yale Knight. Seine Motorleistung war mit 40/50 PS angegeben. Weitere Besonderheiten waren der Anlasser und Teile der Federung nach Patenten von Frederick W. Lanchester. Das Fahrgestell hatte 305 cm Radstand. Als Aufbauten standen Tourenwagen mit vier oder fünf Sitzen, Speedster mit zwei Sitzen, Roadster mit zwei Sitzen, Limousine mit sieben Sitzen und Landaulet mit ebenfalls sieben Sitzen zur Auswahl.